# Landgemeinde (Kommunalverwaltung)
Eine Landgemeinde, auch ländliche Gemeinde und rurale Kommune, ist eine politische Gemeinde im ländlichen Raum oder zumindest von ruralem, also nicht urbanem Charakter.
Der Begriff wird einerseits allgemein als Beschreibung im Sinne von „dörflich“ oder weitgehend unbesiedelt („landschaftlich“) oder von suburbanen Gemeinden im Speckgürtel eines Ballungsraumes genutzt, andererseits als kommunalrechtliche Kategorie in Abgrenzung zur Land-, Klein-, Mittel- und Großstadt.

## Nationales

### Deutschland
Heute ist „Landgemeinde“ eine Abgrenzungsbezeichnung zur Stadt- und Gemeindetypisierung der deutschen Raumbeobachtung. Historisch gab es folgende verfasste Formen:
- Ruralgemeinde in Bayern, historisch
- Landgemeinde (Hamburg), historisch
- Landgemeinde (Hohenzollern), historisch
- Landgemeinde (Mecklenburg), historisch
- Landgemeinde (Oldenburg), historisch
- Landgemeinde (Preußen), historisch
- Landgemeinde (Sachsen), historisch, nach der Sächsischen Landgemeindeordnung von 1838
- Kirchspielslandgemeinde in manchen Gebieten Schleswig-Holsteins
- Landgemeinde (Thüringen) nach der Thüringer Kommunalordnung

### Österreich
Gemeinden in Österreich, die nicht zu Stadt- oder Marktgemeinden erhoben wurden, („einfache“ Gemeinden, vereinzelt auch Landgemeinden) führen in Österreich offiziell keine besondere Bezeichnung.

### Schweiz
In der Schweiz versteht man unter Landgemeinde eine selbständige politische Gemeinde, die außerhalb der Stadt von sonst vorwiegend städtische geprägten Kantonen der Schweiz liegt.
Abzugrenzen ist das vom Begriff der Landsgemeinde, der Versammlung des Stimmvolkes eines Kantons, Bezirks oder Kreises, der Stammform des Schweizerischen direktdemokratischen Selbstverständnisses.

### Weitere Begriffe ländlicher Gemeinden
- Gmina wiejska in Polen
- Kinotita (Koinotita) in Zypern, Griechenland (historisch)
- Mura/Son 村 in Japan
- Maalaiskunta in Finnland (historisch)
- Općina in Jugoslawien (historisch), Kroatien, Bosnien, Opština in Serbien, Mazedonien, Montenegro, Občina in Slowenien (ländliche Verbandsgemeinde, teils historisch oder heute allgemeiner Gemeindebegriff)
- Pagasts (Novads pagasti)  in Lettland
- Rajono savivaldybės in Litauen
- Rural Municipality in Kanada (in den Provinzen Manitoba, Saskatchewan und Prince Edward Island. In den Provinzen Alberta und Nova Scotia Municipal District)
- Selskoje posselenije in Russland
- Vald in Estland